# Putto

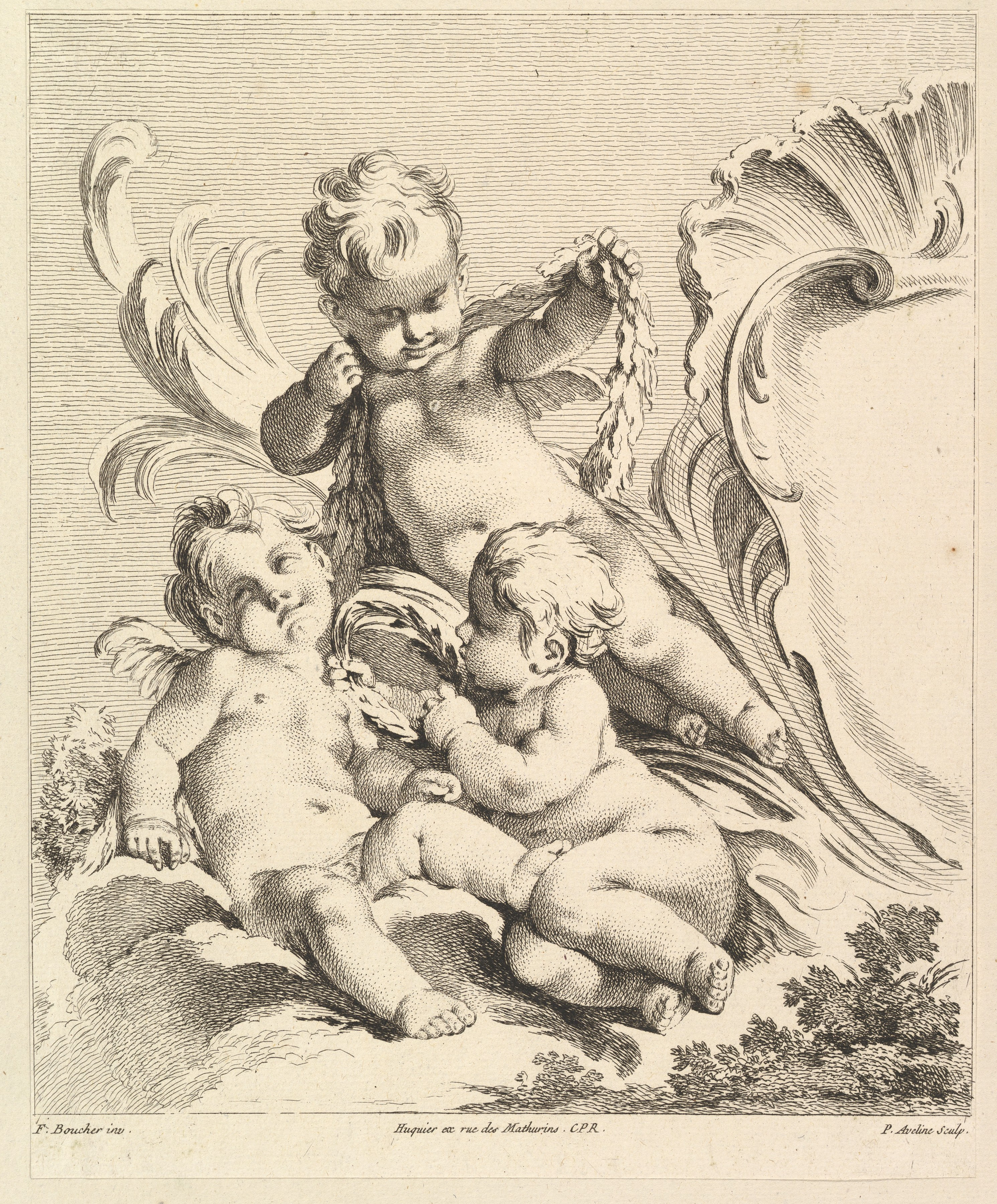
Trei Putti Lângă un cartuș, 1727–1760, gravură, 26,5 x 21,5 cm, în Muzeul Metropolitan de Artă (New York City)

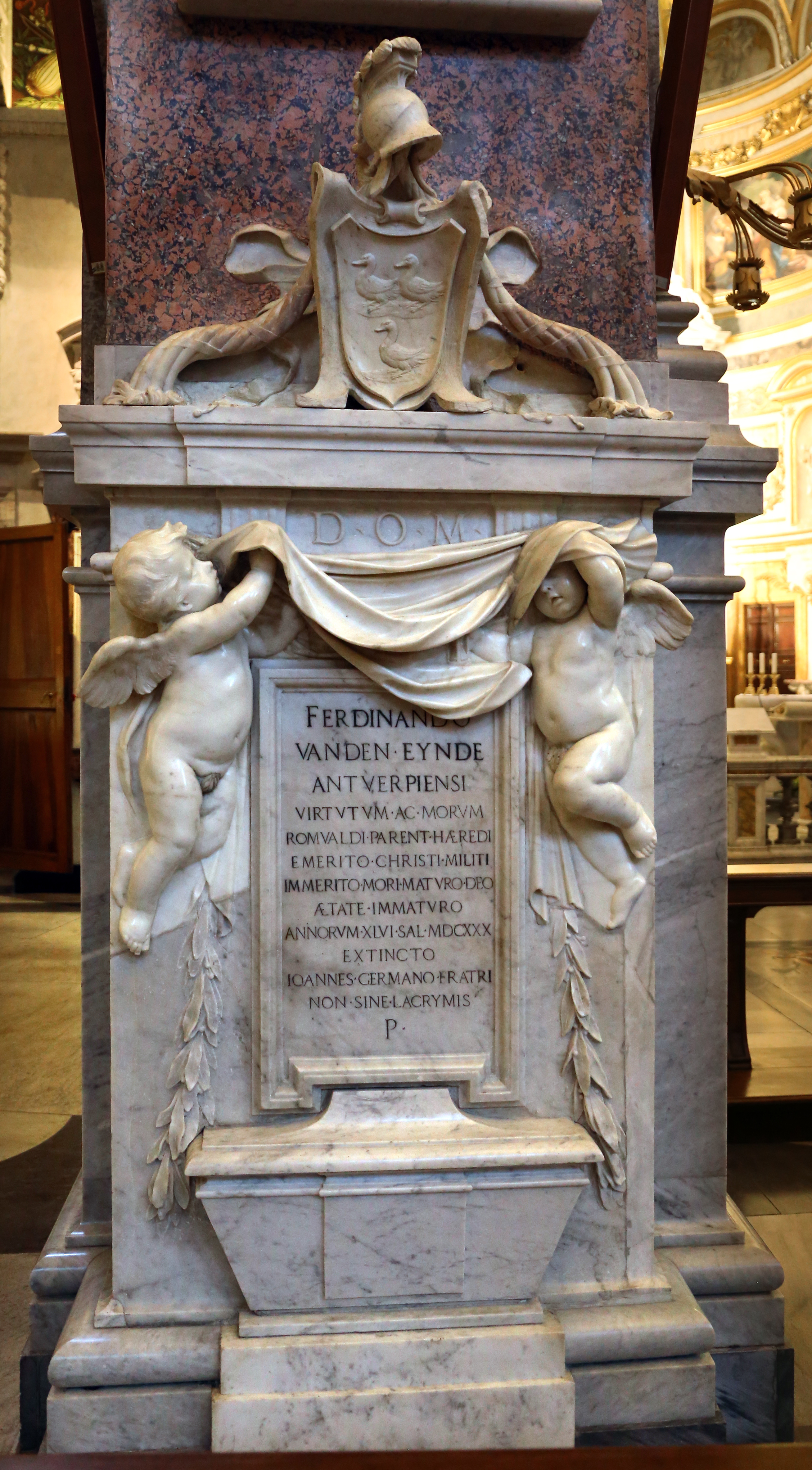
Putti pe Mormântul lui Ferdinand van den Eynde. The putti of Van den Eynde's tomb are considered the peak of the evolution of the putto.

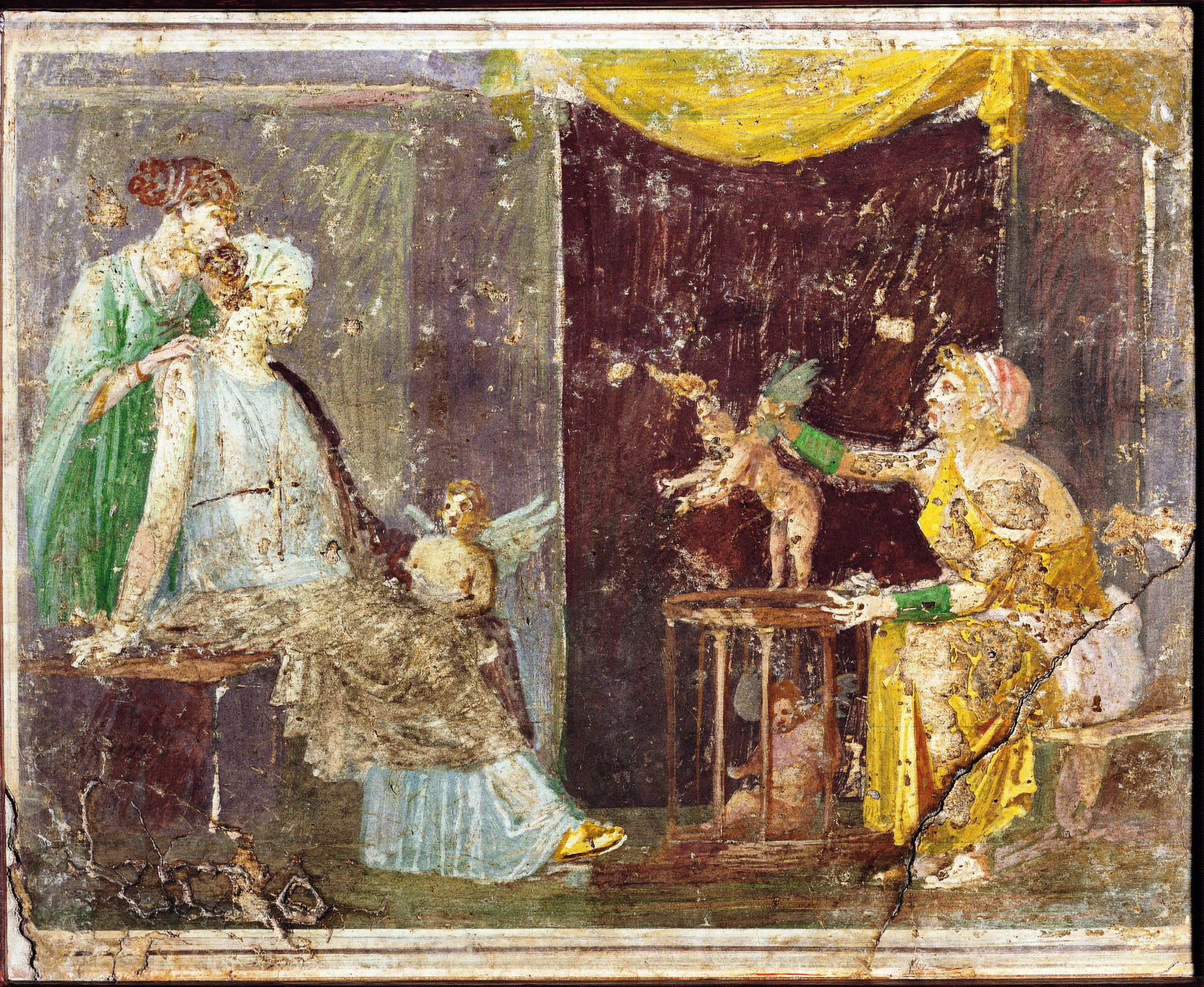
Venditrice di amorini, frescă în Vila Arianna din Stabiae (Muzeul Național de Arheologie din Napoli)

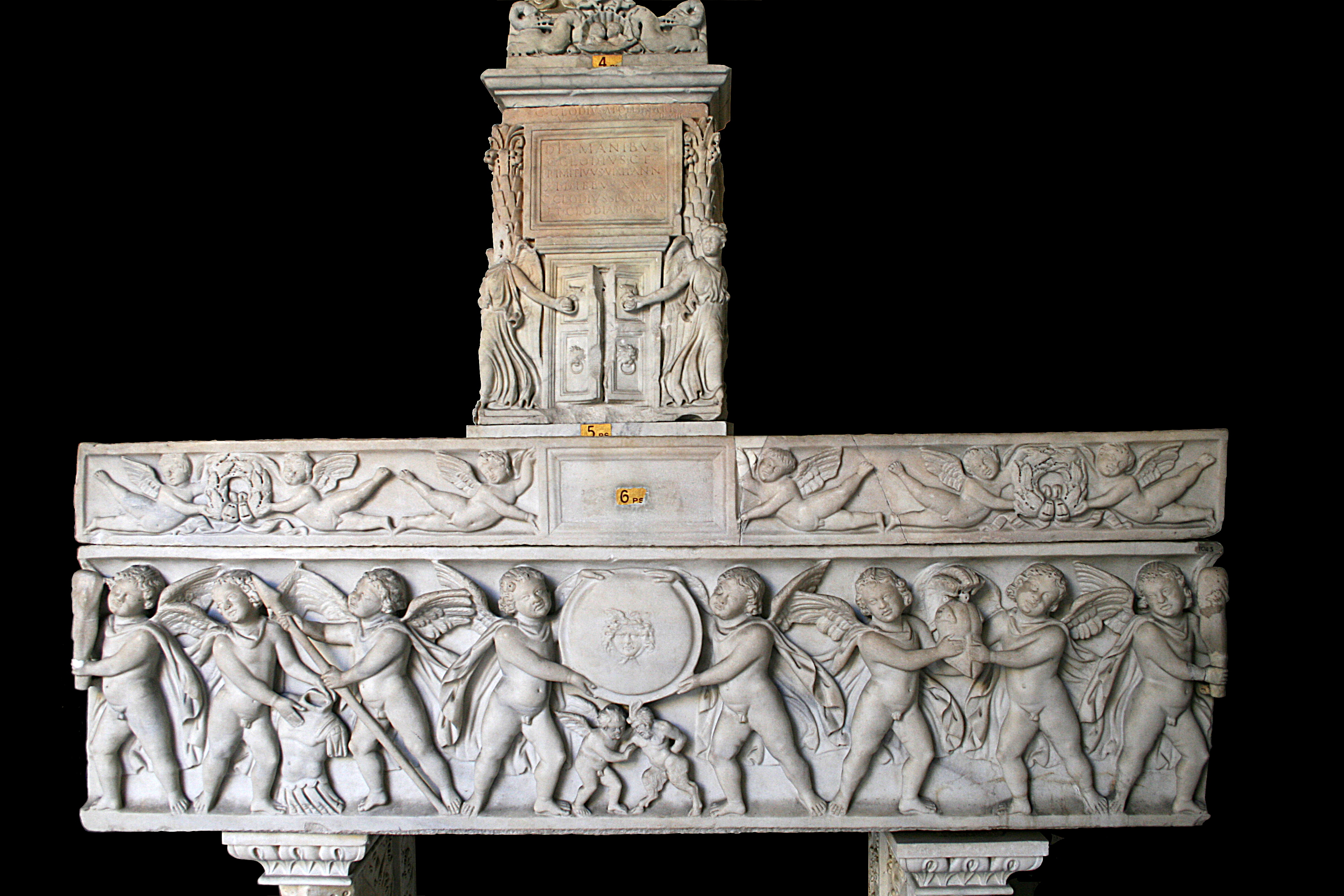
Sarcofag din Museo Pio-Clementino (Muzeele Vaticane)

Un putto (pronunție italiană: [ˈputto]; plural putti [ˈputti]) este o figură dintr-o operă de artă care constă într-un bebeluș băiat dolofan, de obicei gol și uneori înaripat. Limitat inițial la pasiuni profane în simbolism, puttoul a ajuns să reprezinte heruvimul sfânt, iar în arta barocă, puttoul a ajuns să reprezinte omniprezența lui Dumnezeu. Un putto care reprezintă un cupidon e, de asemenea, numit amorino (plural amorini) sau amoretto (plural amoretti), iar în limba română - amoraș..

## Etimologie
Forma mai des întâlnită putti e pluralul cuvântului italian putto. Cuvântul italian vine de la cuvântul latin putus, care înseamnă „băiat” sau „copil”. Astăzi, în italiană, putto înseamnă fie bebeluș îngeraș înaripat, fie, rar, băiețel. E posibil să fie derivat din aceeași rădăcină indo-europeană la fel ca cuvântul sanscrit „putra” (care înseamnă „băiețel”, spre deosebire de „fiu”), puθra- din avestică, puça- din parsana veche, puroi și pusar din pahlavi (persana mijlocie), toate însemnând „fiu”, iar pesar din persana nouă „băiat, fiu”.
Putti, în vechea lume clasică a artei, erau copii cu aripi despre care se credea că influențează viețile oamenilor. În arta renascentistă, forma puttoului a fost derivată în diferite moduri, inclusiv Erosul grecesc sau Amorul/Cupidonul roman, zeul iubirii și însoțitorul Afroditei sau al lui Venus; geniul roman, un tip de spirit păzitor; sau uneori demonul grec, un tip de spirit mesager, aflat la jumătatea distanței dintre tărâmurile umanului și divinului.

### Revenirea puttilor în renaștere

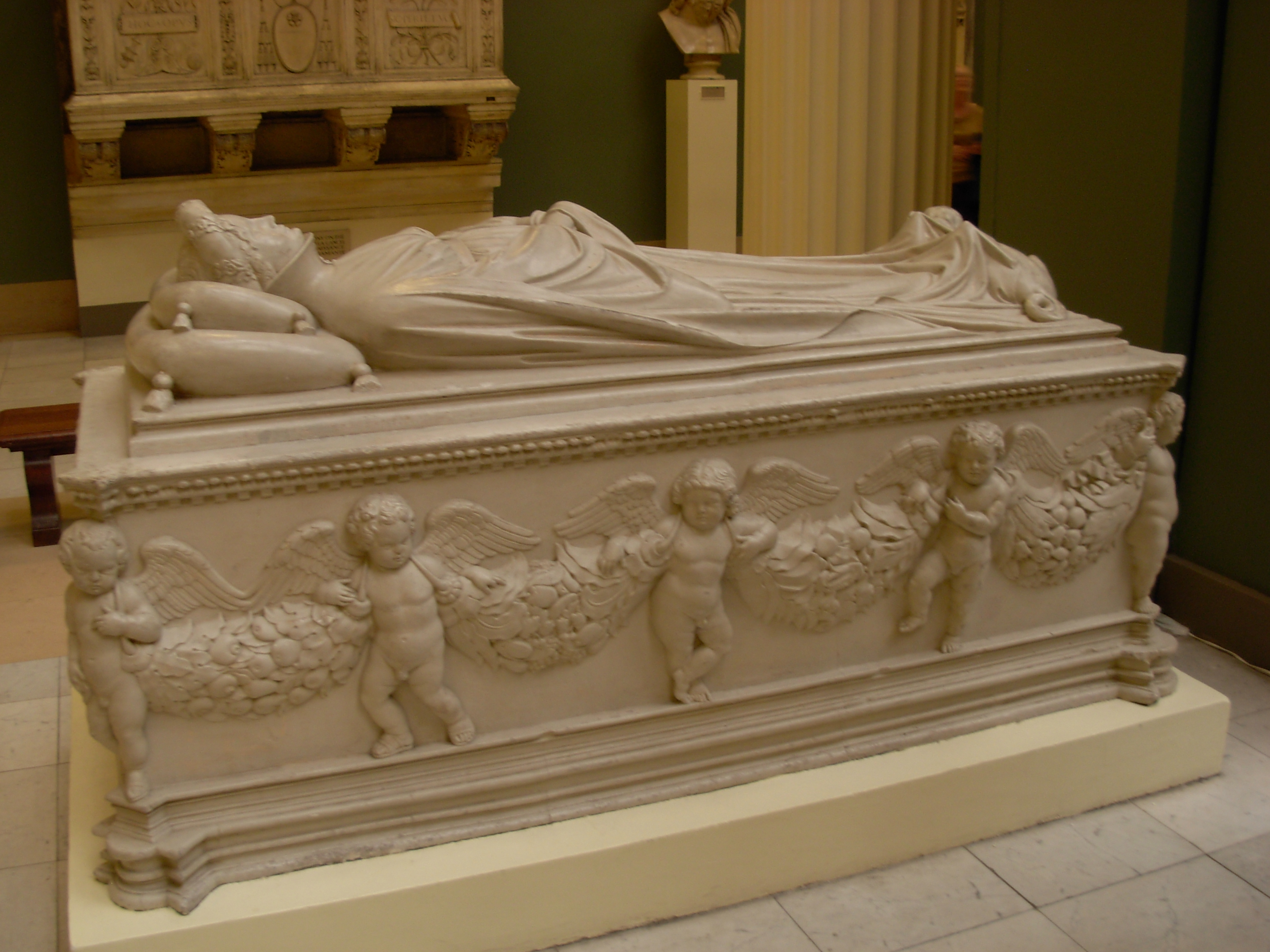
Mormântul și monumentul Ilariei del Carretto de Jacopo della Quercia, circa 1413 (replică la Moscova)

Putti sunt un motiv clasic găsit în primul rând pe sarcofagele pentru copii din secolul al II-lea, unde sunt înfățișați luptând, dansând, participând la rituri bacchice, practicând sport etc.
Puttoul a dispărut în Evul Mediu și a fost reînviat în timpul Quattrocento-ului. Revenirea figurii puttoului e atribuită în general lui Donatello, la Florența în anii 1420, chiar dacă există unele manifestări anterioare (de exemplu mormântul Ilariei del Carretto, sculptat de Jacopo della Quercia la Lucca). De atunci, Donatello a fost numit inițiatorul puttoului datorită contribuției în artă pe care a adus-o în refacerea formei clasice de putto. El a dat puttoului un caracter distinct prin infuzarea formei cu semnificații creștine și folosirea ei în contexte noi, cum ar fi îngerii muzicanți. Puttii au început să apară și în opere care prezintă figuri din mitologia clasică, care au devenit populare în aceeași perioadă.
Majoritatea puttiilor renascentiști sunt în esență decorativi și ornamentează atât opere religioase, cât și seculare, de obicei fără să ia parte reală în evenimentele descrise în picturile narative. Există două forme populare ale puttoului ca subiect principal al unei opere de artă în arta renascentistă italiană din secolul al XVI-lea: puttoul adormit și puttoul în picioare cu un animal sau alt obiect.

## Unde apar puttii
Putti, cupidoni și îngeri (vezi mai jos) pot să fie găsiți atât în arta religioasă, cât și în cea seculară din anii 1420 din Italia, începutul secolului al XVI-lea în Țările de Jos și Germania, perioada manieristă și Renașterea târzie în Franța, și în fresecele baroce de pe tavane. Atât de mulți artiști i-au înfățișat încât o listă ar fi lipsită de sens, dar printre cei mai cunoscuți se numără sculptorul Donatello și pictorul Rafael. Cei doi putti relaxați și curioși care apar la poalele Madonnei Sixtine a lui Rafael au fost reproduși de multe ori.
De asemenea, au cunoscut o renaștere majoră în secolul al XIX-lea, unde au se mișcau jucăuș în oprele pictorilor academici francezi, de la ilustrațiile lui Gustave Doré pentru Orlando Furioso până la reclame.

### Iconografia puttoului
Iconografia puttilor e în mod deliberat nefixată, astfel încât e greu să se facă diferența între putti, cupidoni și diferite forme de îngeri. Nu au atribute unice, identificabile imediat, astfel încât puttii pot să aibă multe semnificații și roluri în contextul artei.
Unele dintre asocierile mai frecvente sunt:
- asocierile cu Afrodita, și deci și cu romanticul/erotismul sau iubirea
- asocierile cu raiul
- asocierile cu pacea, prosperitatea, bucuria, și timpul liber

## Istoriografie
Istoriografia acestui subiect e foarte scurtă. Mulți istorici în artă au comentat importanța puttoului în artă, dar puțini au întreprins un studiu major. O examinare științifică utilă e Inventing the Renaissance Putto (Investigând Puttoul Renascentist) de Charles Dempsey.

## Galerie

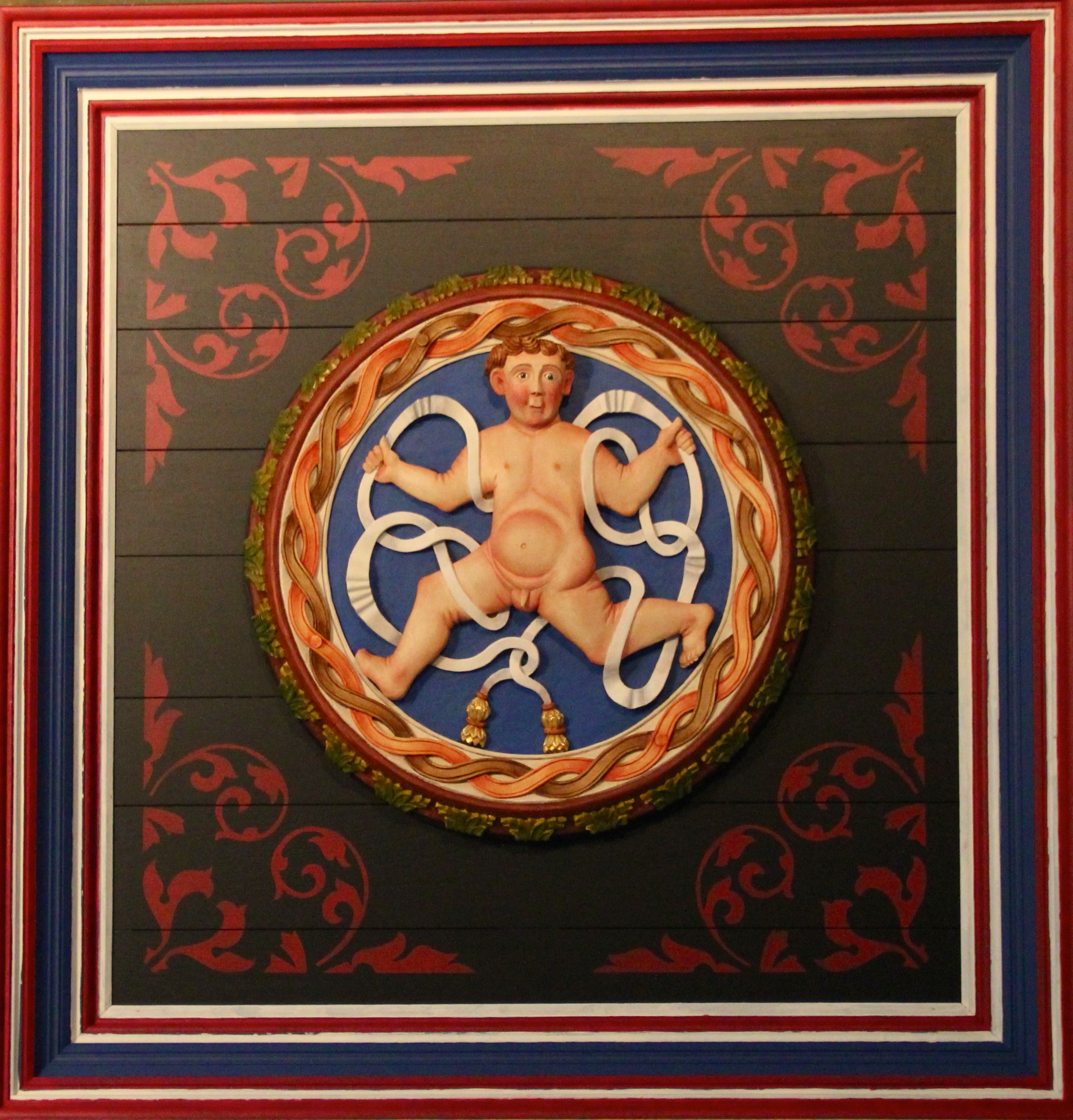
Putto renascentist pe un tavan din Castelul din Stirling (Stirling, Scoția)
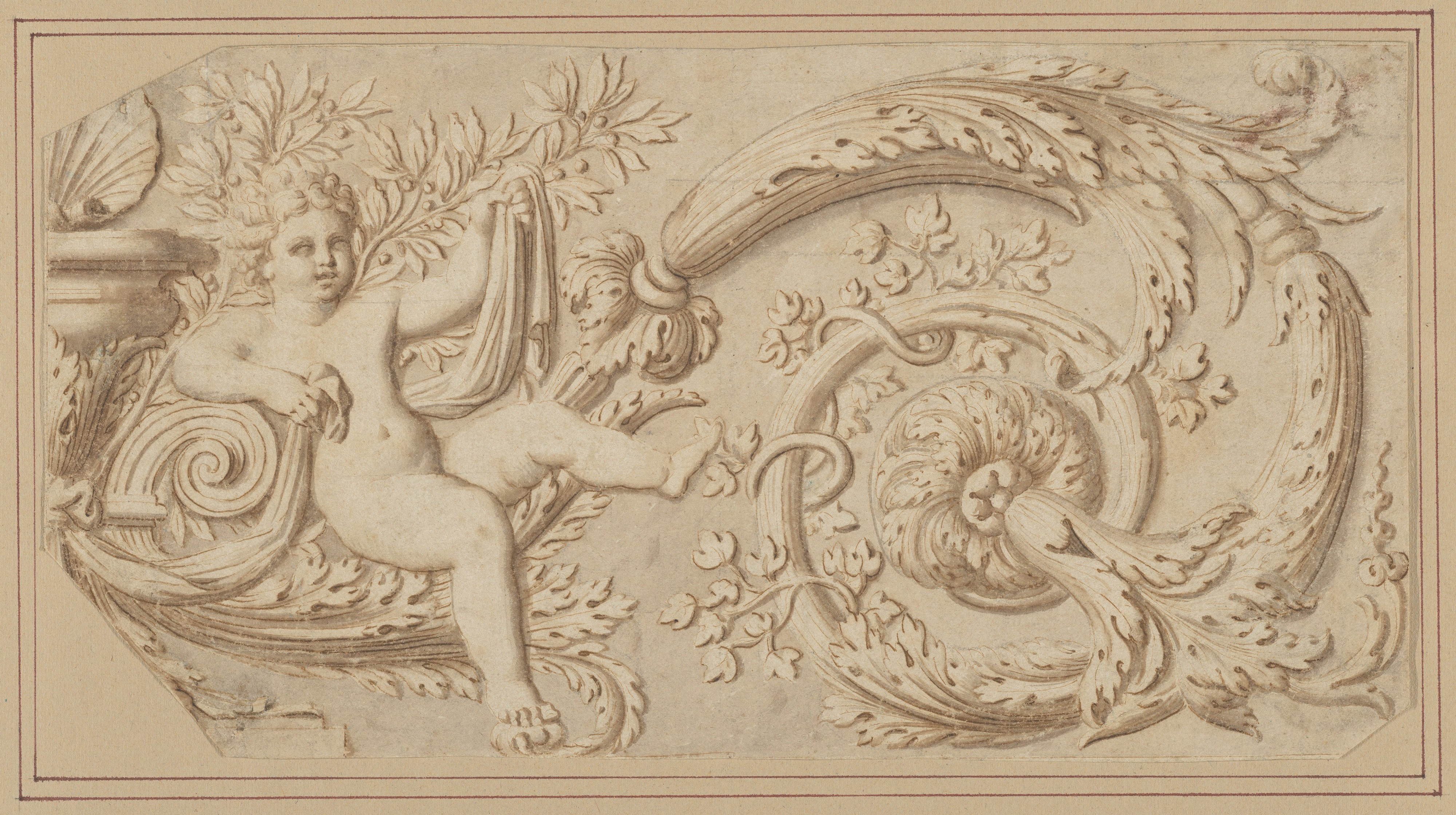
Design pentru o friză cu un putto și o volută cu acante; probabil din secolul al XVII-lea; toc și cerneală maro cu laviu gri și maro deschis; foaia: 21 × 32,5 cm; Muzeul Metropolitan de Artă (New York City)
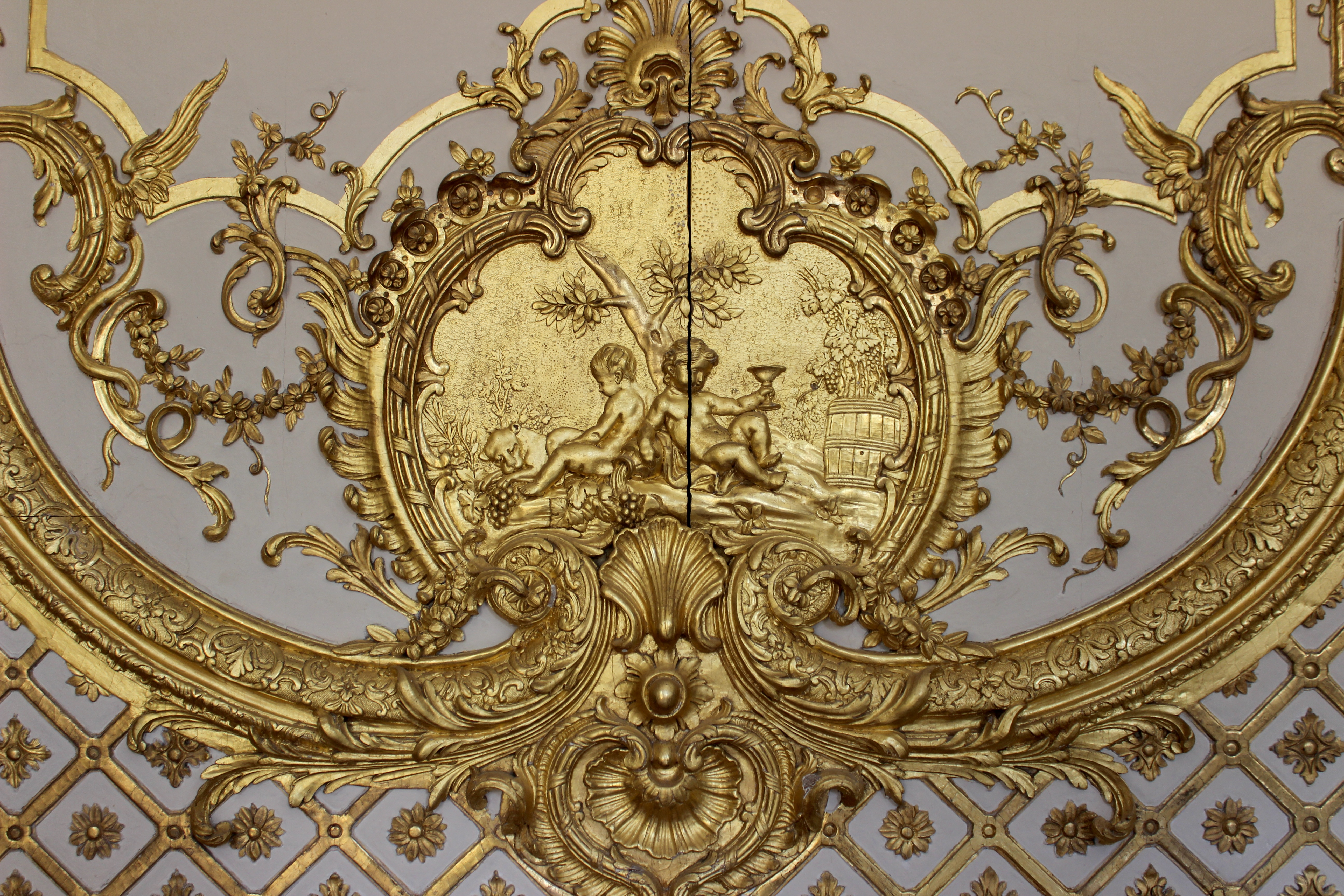
Ornamente rococo cu putti, în Cabinet de la Pendule, parte a Palatului de la Versailles (Franța)
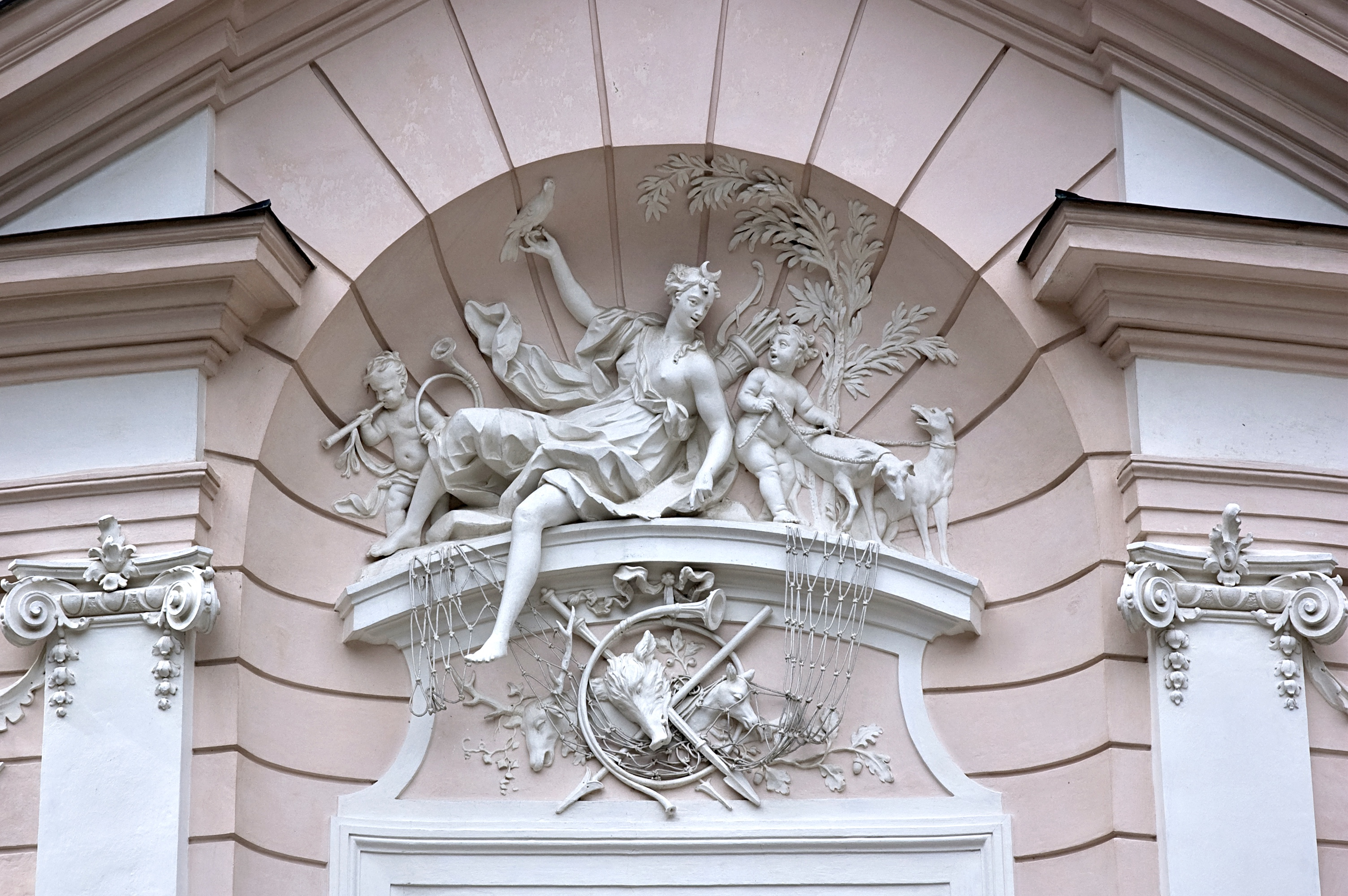
Relieful rococo cu Diana și doi putti de la Amalienburg, în München (Germania)
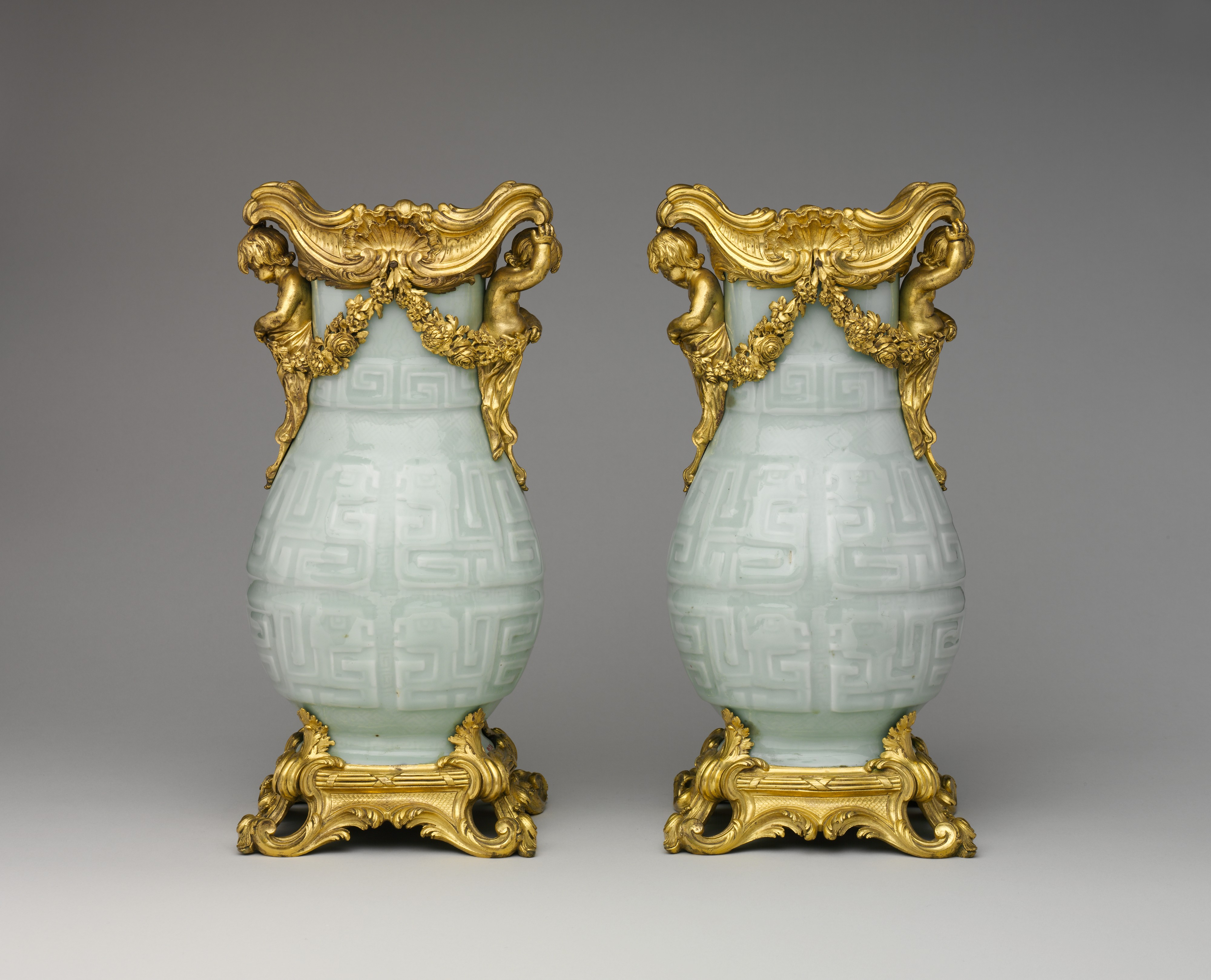
Pereche de vase chinezești cu ornamente franțuzești;  of Chinese vases with French Rococo mounts; vazele: începutul secolului al XVIII-lea, monturile: 1760-1770; porțelan cu monturi de bronz doré; 32,4 x 16,5 x 12,4 cm; Muzeul Metropolitan Museum de Artă
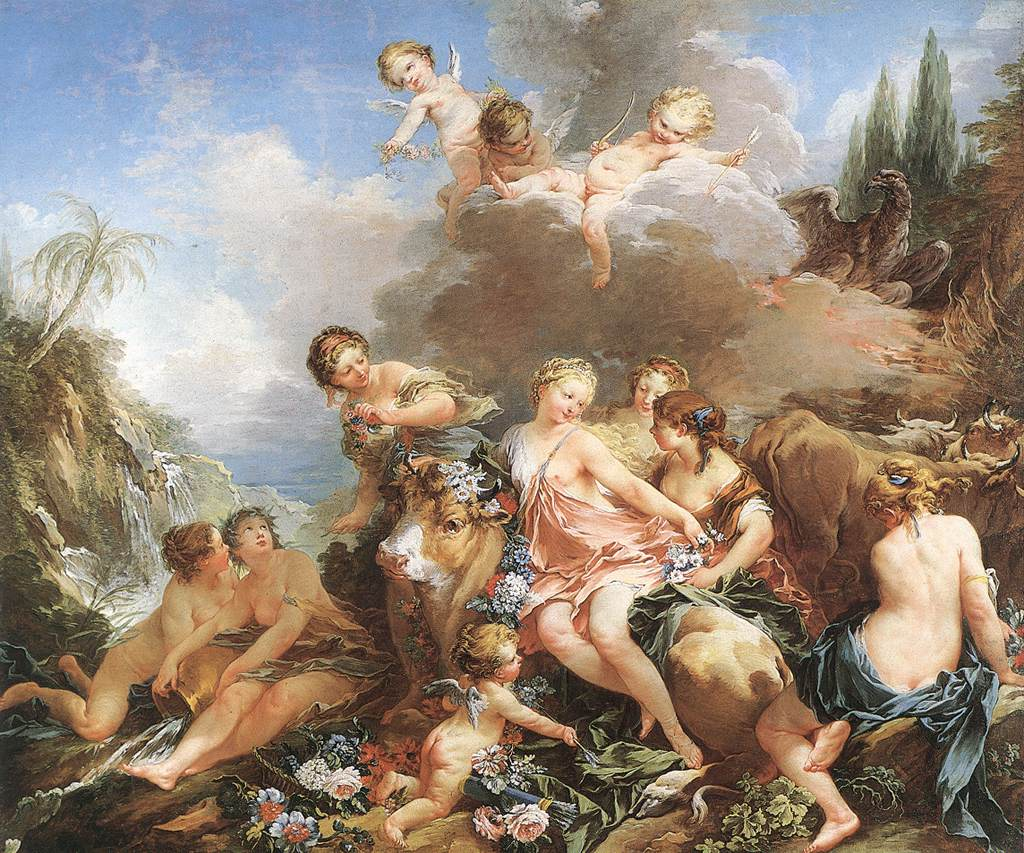
Răpirea Europei; de François Boucher; circa 1732-1734; ulei pe pânză; 273,5 x 230,8 cm; Colecția Wallace (Londra)
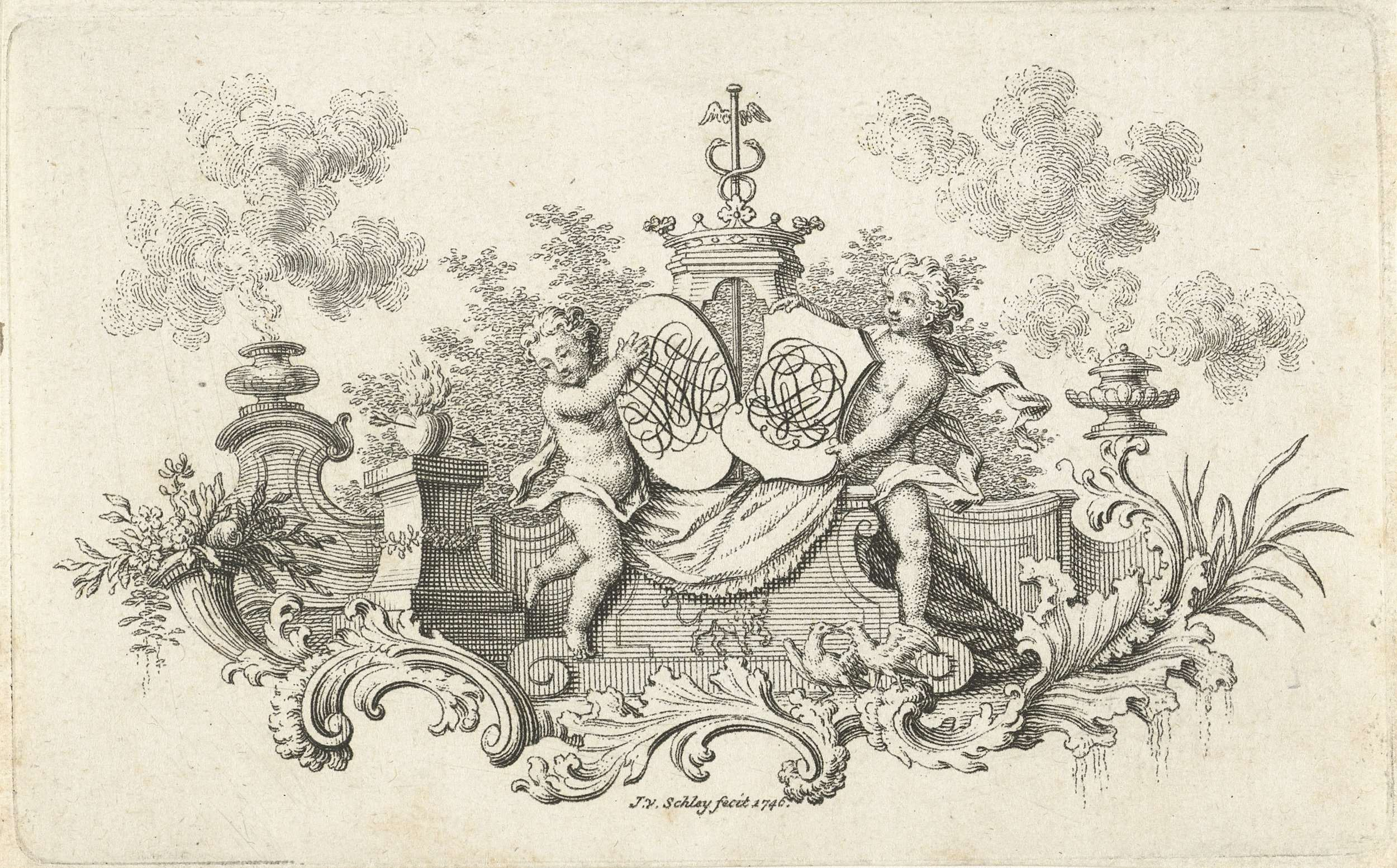
Putti rococo cu două steme; 1746; gravură pe hârtie; 7 x 11,3 cm;  Rijksmuseum (Amsterdam, Țările de Jos)
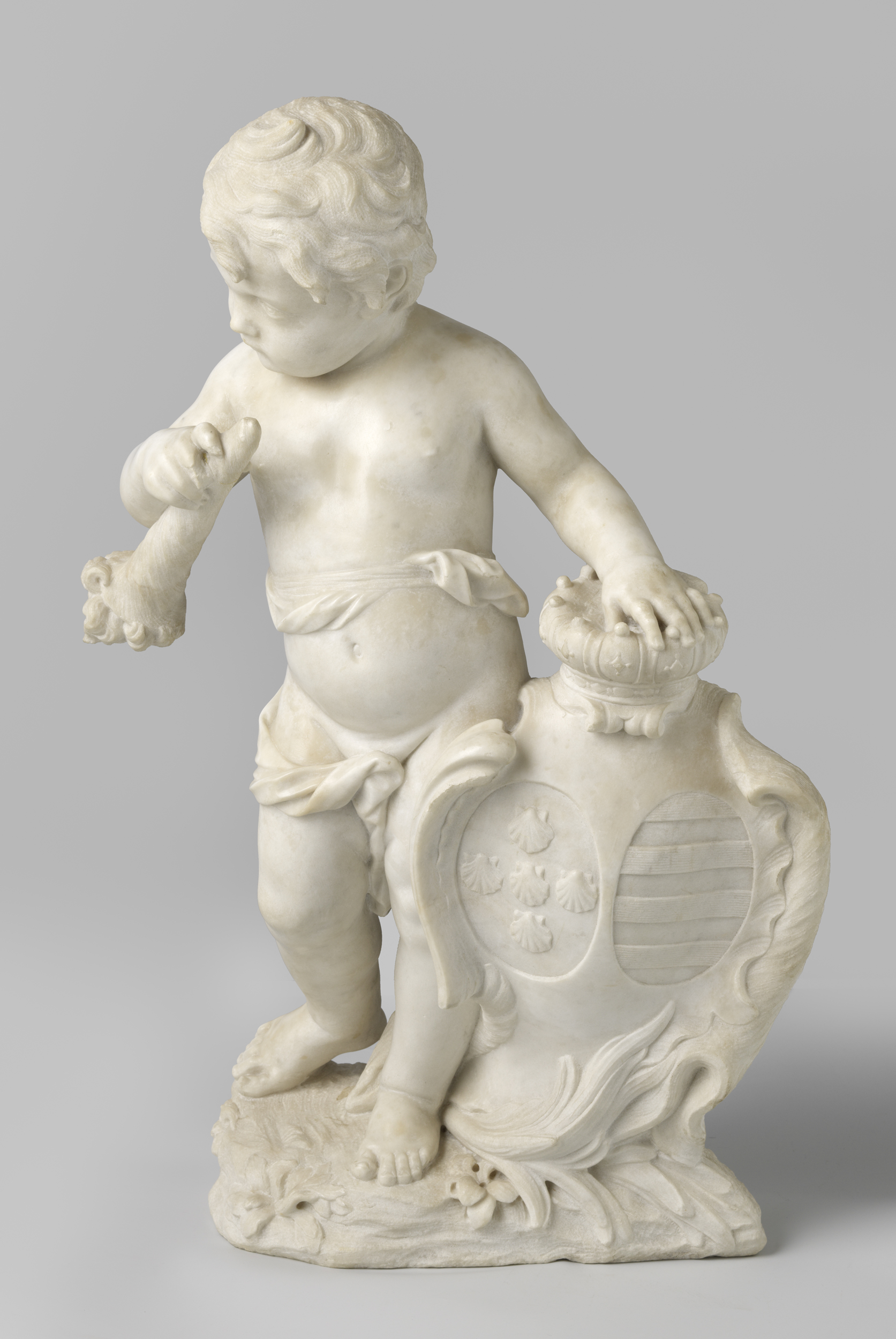
Statuie a unui putto; 1746-1748; marmură; înălțime: 74 cm, greutate: 56 kg; Rijksmuseum
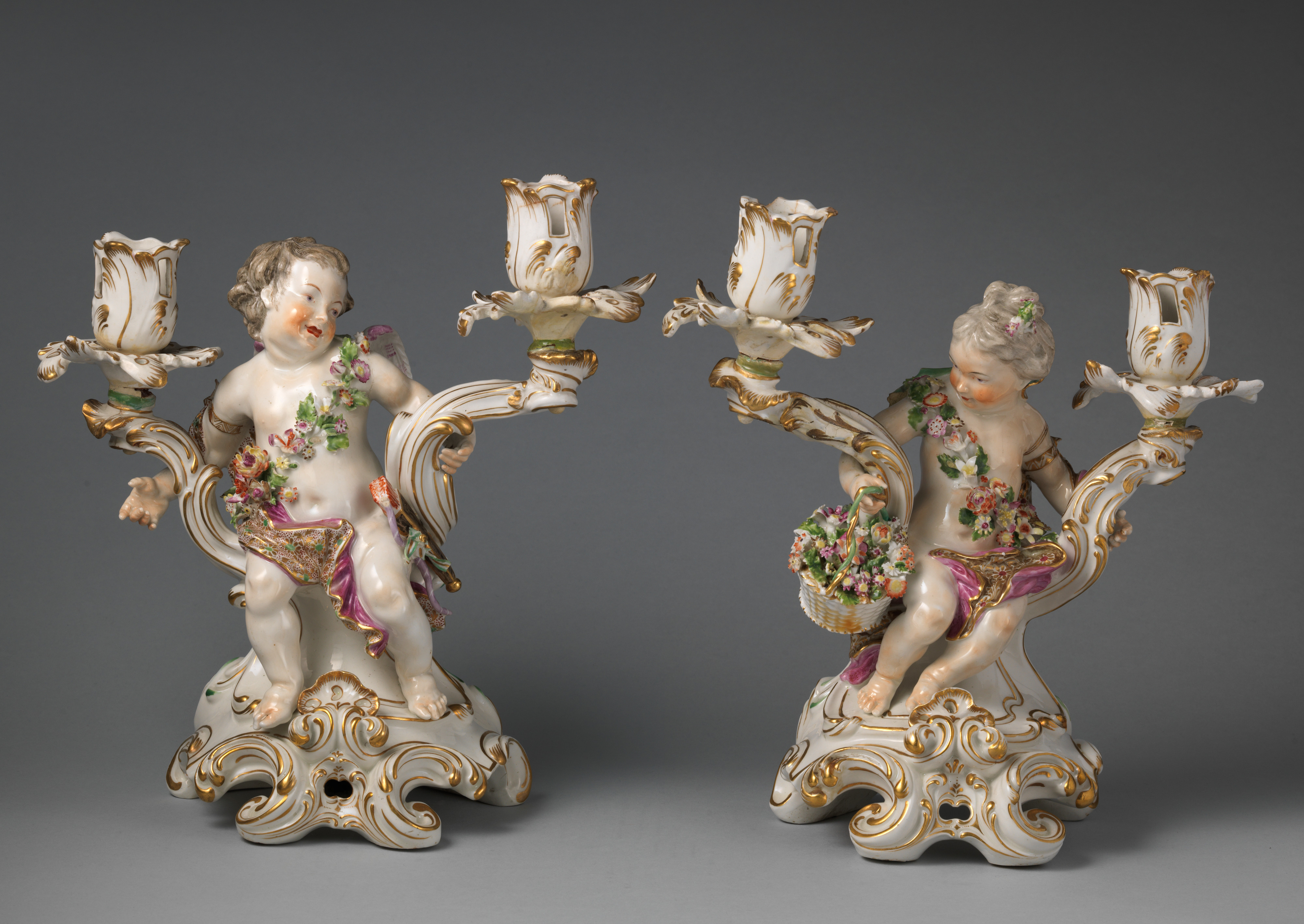
Pereche de sfeșnice; secolul al XVIII-lea; porțelan; înălțimi (cel din stânga): 26,8 cm, (cel din dreapta): 26,4 cm; de Fabrica de porțelan Chelsea; Muzeul Metropolitan de Artă
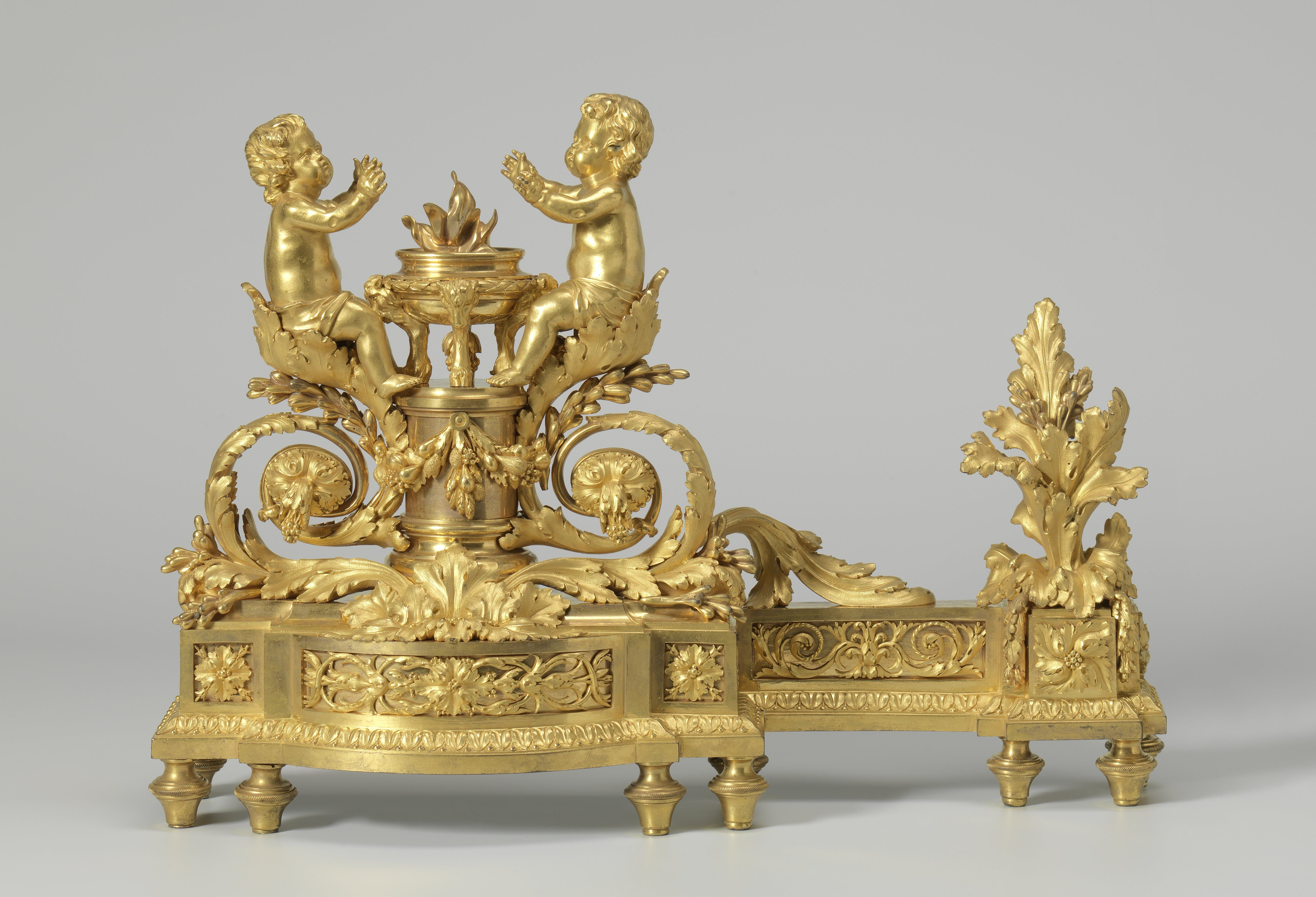
Garnitură de șemineu pariziană cu niște putti care se încălzesc la o flacără; 1780-1790; bronz aurit; înălțime: 34,5 cm; Rijksmuseum
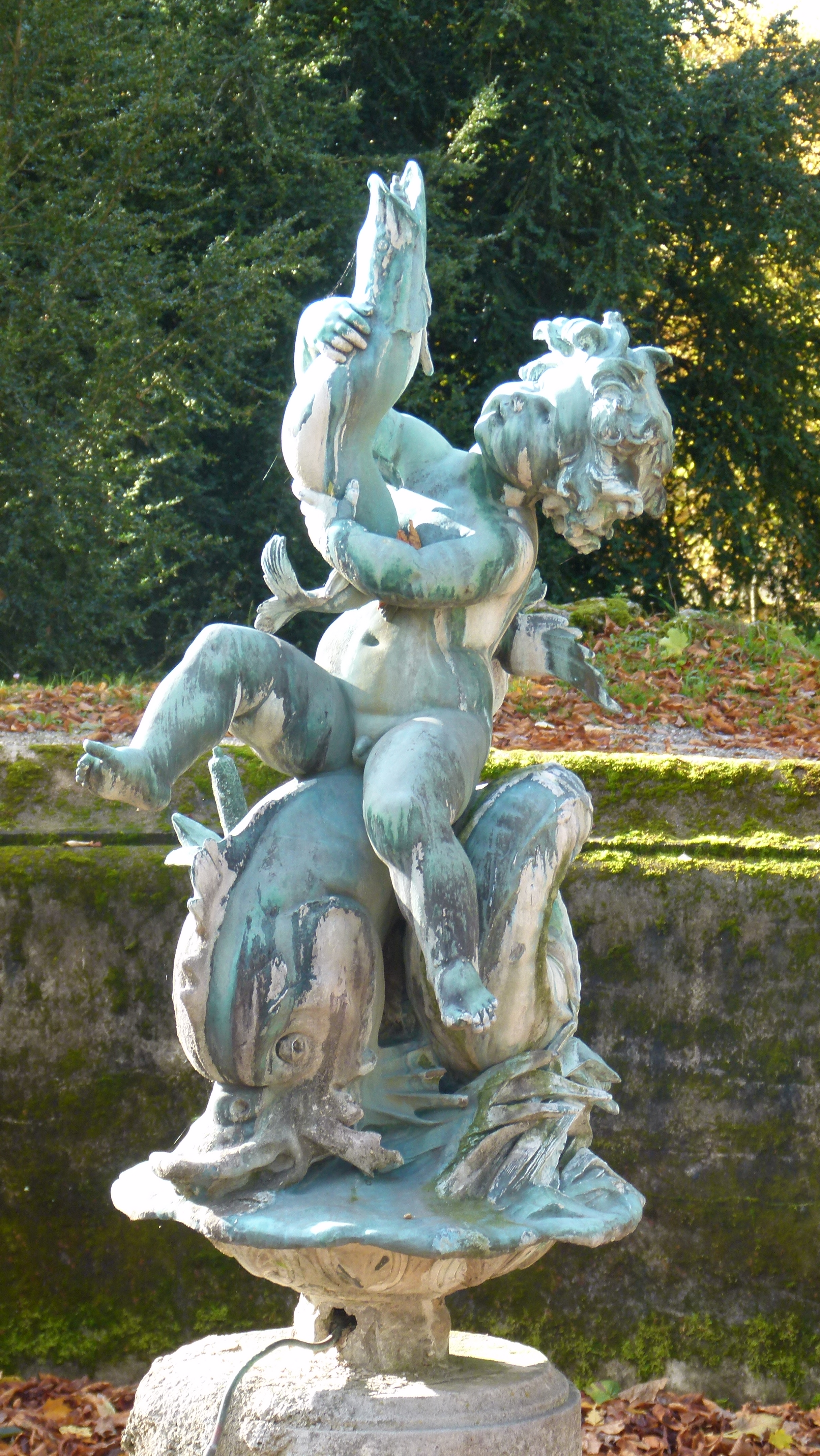
Statuie a unui putto în Parc du Château de Ferney-Voltaire (Ferney-Voltaire, Franța)
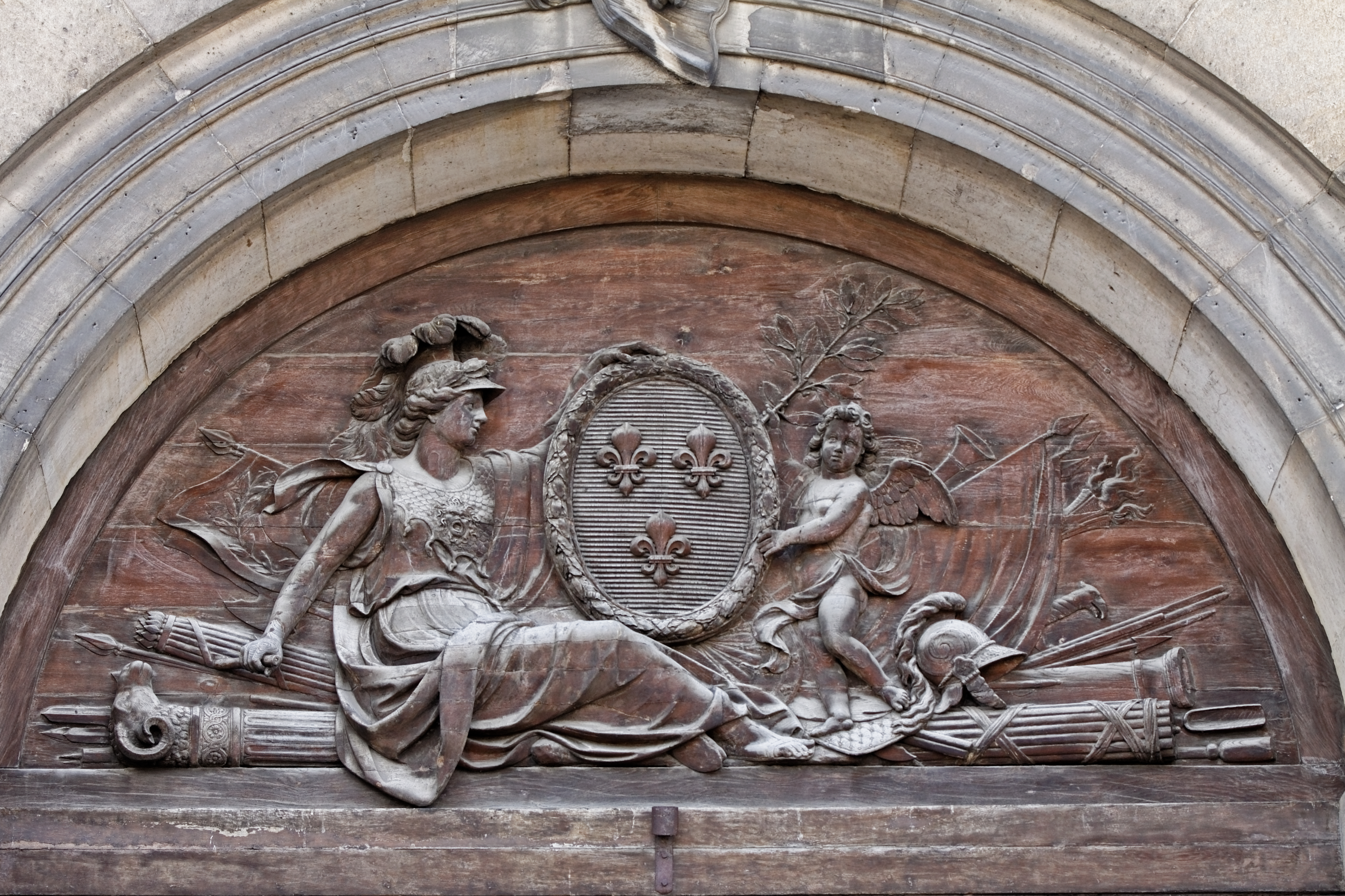
Relief pe o lunetă a portalului nordic de la Hôtel des Invalides (Paris)